# Frugale Innovation
Eine frugale Innovation (von lat. frūgālis: „von den (Feld-)Früchten stammend“ im Sinne von karg, genügsam) ist eine Innovation, welche mit dem in Forschung und Entwicklung weit verbreiteten Paradigma „immer mehr, immer besser“ bricht und eine vereinfachte und anwendungsorientierte Lösung bezeichnet, um neue, preissensible Segmente am Fuße der sozioökonomischen Pyramide zu erschließen. Frugale Innovationen hängen eng mit Begriffen aus Schwellenländern wie Jugaad, Grassroot Innovation und Reverse Innovation zusammen. Typischerweise beziehen sich frugale Innovationen auf asiatische Länder wie Indien oder China. Jedoch gibt es diesen Begriff auch in Afrika oder Südamerika, in Brasilien z. B. im Kontext von Gambiarra.
Populäre Eigenschaften von frugalen Produkten sind:
- Mehr für weniger: Das Produkt soll einen, relativ zum Preis, hohen Nutzen für den Endkunden aufweisen.[4]
- Asset-light: kapitalschonende Lösungen, d. h. Bedürfnisse, welche traditionell mit Produkten befriedigt wurden, werden nun mithilfe von Dienstleistungen gedeckt (z. B. Airbnb).[5]
- Gut genug: das Produkt soll nur zielgruppenspezifische und anwendungsorientierte Funktionen abdecken, diese aber auf einem mittleren bis hohen Niveau erfüllen.[6]

In einer Literaturanalyse wurden die Eigenschaften in drei Kategorien namens Kosteneffizienz, Benutzerfreundlichkeit und weiteren beschreibenden Variablen wie technologisch anspruchsvoll zusammengefasst. Frugale Innovationen erhalten seit 2010 verstärkte Aufmerksamkeit von Seiten der Medien, Forschungseinrichtungen, Beratungshäusern und der Wirtschaft.
Insbesondere in Schwellenländern haben technologisch abgespeckte Produkte ein größeres Absatzpotential. Frugale Produkte, die auf die dortigen Bedürfnisse abgestimmt sind, können laut einer Studie der Unternehmensberatung Roland Berger ihren Erlösanteil in fünf Jahren nahezu verdoppeln. Unter dem Begriff Frugal Engineering werden Ansätze zur gezielten Entwicklung frugaler Innovationen zusammengefasst. Im Kern wird hier auf die strukturierte Nutzung von "constraints", also Einschränkungen, Bezug genommen.
Auch im Zuge der UN Sustainability Goals bzw. Nachhaltigkeitsziele wird frugalen Innovationen eine wichtige Rolle zugeschrieben.